# Trastornos depresivos
Los trastornos depresivos son patologías mentales que forman parte de los trastornos del estado de ánimo y de los trastornos del humor, que implican una timia displacentera, un estado de ánimo desalentador, entristecido,  deprimido, disminución de la autoestima y la pérdida de interés  en actividades que antes se disfrutaban más una  sensación de futuro desolador. Se presentan combinados con manifestaciones somáticas, vegetativas, psicomotoras, volitivas  y cognitivas, generando un gran malestar social que deteriora la calidad de vida de las personas. Son la primera causa de discapacidad en el mundo. La OMS afirma que 300 millones de personas en el mundo padecen trastornos depresivos.

## Sintomatología
La depresión puede ser un síntoma, un síndrome o una entidad nosológica. El síntoma depresivo consiste en un sentimiento patológico de tristeza. El síndrome depresivo consiste en un conjunto de síntomas que se presentan juntos, como la hipertimia displacentera, el sentimiento de tristeza inmotivada o desproporcionado, la pérdida de interés  (anhedonia) o capacidad para sentir placer, el enlentecimiento motor, la disminución del apetito, la pérdida de peso y de deseo sexual. La entidad nosológica es la enfermedad de la depresión que incluyen la ideación suicida y la ansiedad, que son característicos del trastorno depresivo mayor.
Los trastornos depresivos se caracterizan por una tristeza de una intensidad o un duración suficiente como para interferir en la funcionalidad y, en ocasiones, por una disminución del interés o del placer despertado por las actividades. Se desconoce la causa exacta de los trastornos depresivos, pero se supone que contribuyen tanto factores biológicos como genéticos y ambientales.  En el tratamiento se utilizan medicamentos, psicoterapia o ambos. Son la enfermedad que causa el mayor tiempo de discapacidad en la vida de las personas.

## Trastornos depresivos
- Trastorno depresivo mayor[2]
- Trastorno depresivo persistente[2][9][10]
- Trastorno disfórico premenstrual[11]
- Trastorno depresivo debido a otra enfermedad[2][9]
- Trastorno depresivo debido a sustancias[2]
- Trastorno depresivo postparto
- Trastorno melancólico[2]
- Trastorno depresivo atípico[2]
- Ideación suicida y suicidio
- Depresión endógena[12]
- Depresión exógena[13]
- Trastorno depresivo crónico[2]
- Depresión enmascarada[14]
- Trastorno bipolar[15]
- Trastorno unipolar[9]
- Trastorno ciclotímico[16]